# Étienne Aubry

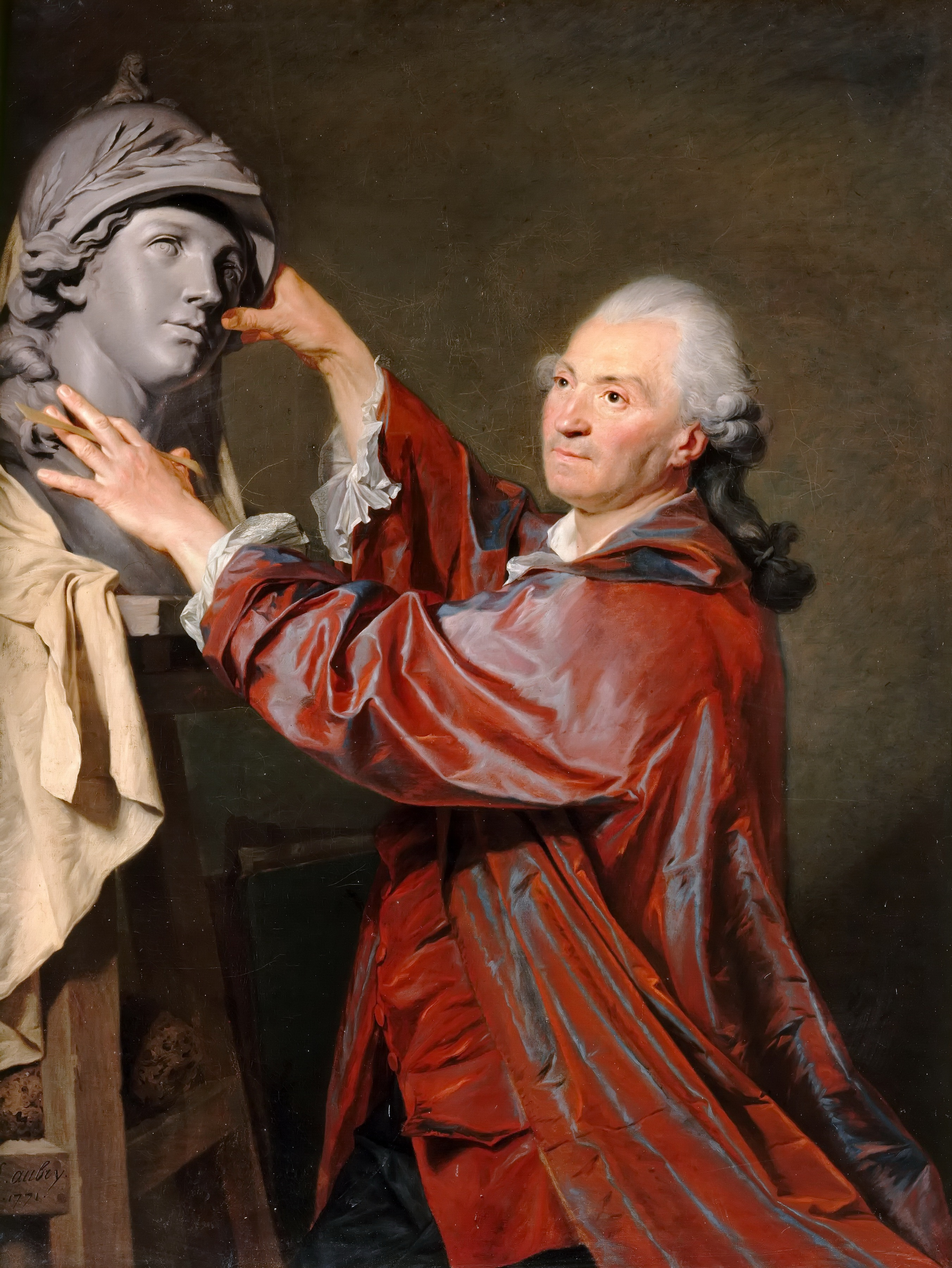
Porträtt av skulptören Louis-Claude Vassé, målning av Aubry.

Étienne Aubry, född 1746 i Versailles, död 1781, var en fransk neoklassisk konstnär.
Étienne Aubry var elev till J. A. Silvestre och Joseph Marie Vien och blev snart bemärkt för sina porträtt och genremotiv. Han ställde ut flera verk av god kvalitet på Parissalongen men gick ur tiden under sin bästa år.